# Джорджини, Микела Шифф
Микела Шифф Джорджини (итал. Michela Schiff Giorgini, урождённая Беомонте (итал. Beomonte); 30 октября 1923, Падуя — 3 июля 1978, Бениса) — итальянский археолог, длительное время работавшая в Солебе (современный Судан) на берегу реки Нил, где с 1957 года она вела раскопки храма Аменхотепа III. В течение 20 лет, проведённых в этой местности, она также исследовала храм царицы Тии в Седеинге и гробницу фараона Тахарки в Нури. В 1984 году был создан Фонд Микелы Шифф Джорджини в целях сохранения памяти о ней и популяризации египтологии. Результаты её исследований хорошо задокументированы во множестве её книг и публикаций, начиная с «Soleb: Volume 1», изданной в 1965 году.

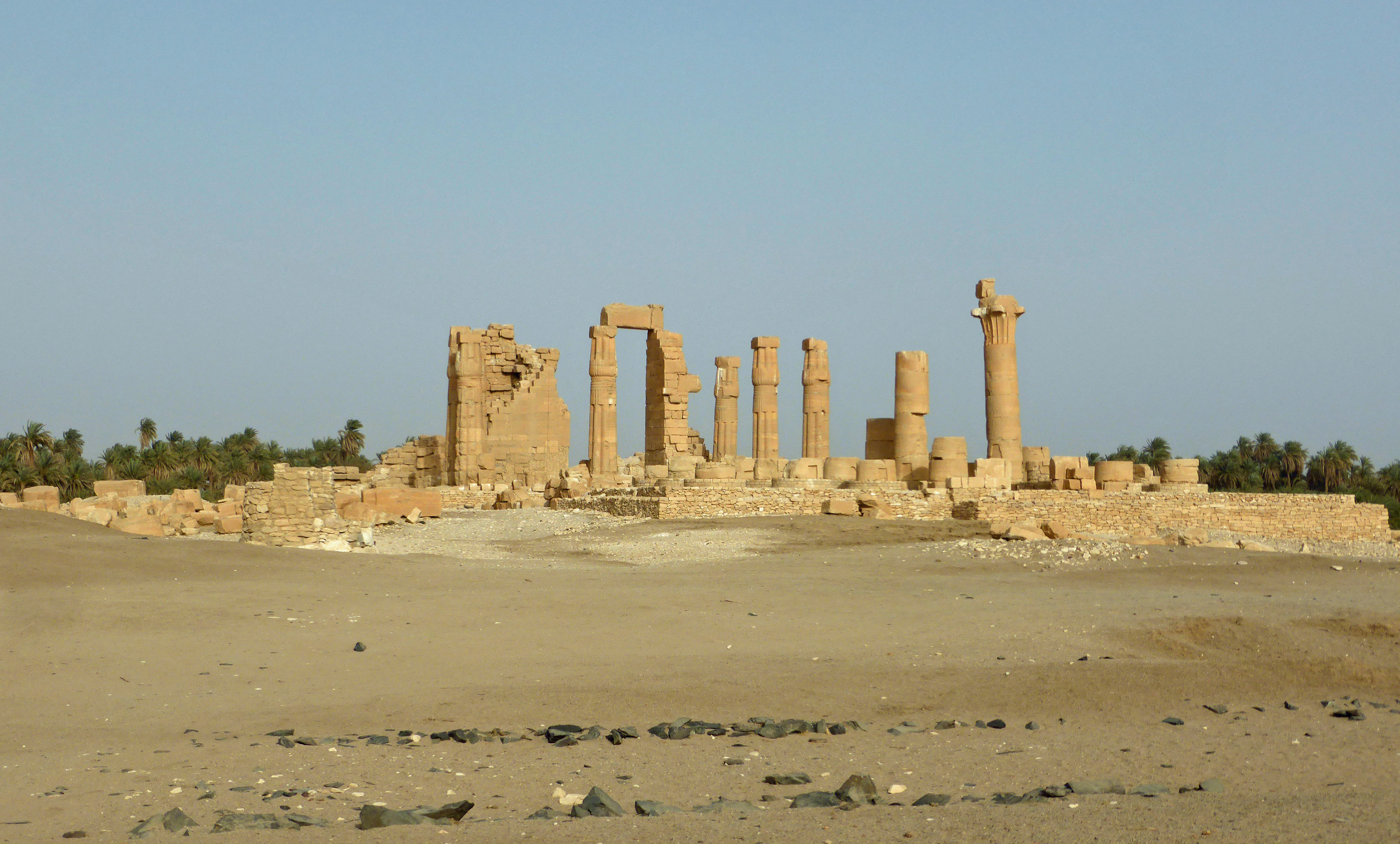
Храм Аменхотепа III в Солебе

## Биография
Микела Беомонте родилась 30 октября 1923 года в Падуе в семье офицера Белисариона Беомонте и Джеммы Луккези. В 1946 году, после получения образования в области искусства и музыки, она вышла замуж за преуспевающего банкира Джорджо Шиффа Джорджини, чья семья была тесно связана с Пизанским университетом.
Супруги переехали в Париж, а затем предприняли обширные путешествия по всему миру, посетив Америку, Африку и Азию. После нескольких поездок в Египет Микела Джорджини решила, что её призвание состоит в участии в раскопках на древнеегипетских объектах. При энергичной поддержке мужа и при покровительстве Пизанского университета она отправилась в свою первую миссию в суданский Солед в сопровождении двух специалистов: Клемана Робишона, выдающегося французского архитектора и археолога, и Юзефа Янсена, нидерландского эпиграфиста. В 1961 году Янсена сменил Жан Леклан, профессор египтологии в Сорбонне. С 1957 по 1977 год Микела Джорджини и её команда ежегодно проводили шесть месяцев в Судане — с октября по март.
После прибытия в Солеб в 1957 году группа учёных под руководством Микелы Джорджини команда провела детальное обследование храма Аменхотепа III, прежде чем приступить к раскопкам отдельных его компонентов. Были также проведены археологические работы на территории некрополя, обнаруженного примерно в 800 метрах от храма. Сложные работы на руинах храма проводились ежегодно, пока в 1963 году внимание археологов не было обращено на Седеингу, расположенную примерно в 15 км к северу, с храмом царицы Тии, супруги Аменхотепа III. В соседних мероитских гробницах среди погребальных артефактов была найдена стеклянная посуда. Была также обнаружена древняя дорога длиной около 40 км, связывавшая храмы Солеба и Сесеби. В окрестностях Нури была найдена гробница нубийского фараона Тахарки.
В 1977 году Микела Джорджини в последний раз посетила Судан. Она переехала в Испанию, где умерла 3 июля 1978 года в Бенисе (Аликанте) после перенесённого менингита.

## Награды
В дополнение к своей почётной докторской степени (1971) Микела Джорджини получила множество наград, в том числе медаль науки и культуры Республики Судан. Она являлась командором ордена «За заслуги перед Итальянской Республикой», командор французского ордена «За заслуги» и кавалером ордена Почётного легиона.